# Pengtian (ort i Kina, Jiangxi Sheng, lat 27,76, long 116,59)
Pengtian är en ort i Kina. Den ligger i provinsen Jiangxi, i den sydöstra delen av landet, omkring 120 kilometer sydost om provinshuvudstaden Nanchang. Antalet invånare är 7 954. Befolkningen består av 3 737 kvinnor och 4 217 män. Barn under 15 år utgör 34 %, vuxna 15-64 år 56 %, och äldre över 65 år 9,0 %.
Runt Pengtian är det ganska tätbefolkat, med 179 invånare per kvadratkilometer. Närmaste större samhälle är Tengqiao, 8,0 km väster om Pengtian. Trakten runt Pengtian består till största delen av jordbruksmark.
Genomsnittlig årsnederbörd är 2 563 millimeter. Den regnigaste månaden är juni, med i genomsnitt 466 mm nederbörd, och den torraste är oktober, med 21 mm nederbörd.